# Hypothyris hemimelas
Hypothyris hemimelas är en fjärilsart som beskrevs av Otto Staudinger 1885. Hypothyris hemimelas ingår i släktet Hypothyris och familjen praktfjärilar. Inga underarter finns listade i Catalogue of Life.